# 1035 в Україні
1035 в Україні — це перелік головних подій, що відбулись у 1035 році на території сучасних українських земель.

## Події

### Релігійні події
- Київську єпархію пересено з Переяслава до Києва[1]

## Особи

### Призначено, звільнено
- митрополит Київський Феопемпт ймовірно став митрополитом[2]

### Померли
- Іоанн I (митрополит Київський)

## Правителі
У Київській Русі княжить Ярослав Мудрий.